# 古川享
古川 享（ふるかわ すすむ、1954年7月12日 - ）は、日本の実業家。マイクロソフト（現：日本マイクロソフト）初代代表取締役社長かつ初代会長、米国Microsoft本社副社長、元慶應義塾大学大学院メディアデザイン研究科教授。ビル・ゲイツが最も信頼した日本人の一人。「インテル、入ってる」というコピーの生みの親でもある。

## 来歴
以下混乱を防ぐため、米マイクロソフトを「Microsoft」、マイクロソフト株式会社（現：日本マイクロソフト株式会社）を「MSKK」と表記する。
東京都生まれ。東京教育大学附属駒場中学校に落ちて麻布中学校に入る。麻布学園在学中は文化祭実行委員として学園紛争に関与。麻布高等学校卒業後、駿台予備校に籍を置きつつ秋葉原のマイコンショップ「コスモス」で店員として働く。英語が苦手で一橋大学などの受験に失敗し、3浪して和光大学人間関係学科に進んだが中退。海外遊学中は自作のマイコンキットを売り歩いて生活していた。
- 1978年にアスキーに入社し取締役を務める一方で、Microsoftの国内総代理店としてアスキーが設立した「アスキーマイクロソフト株式会社」に出向し、日本国内におけるMicrosoft BASICやMS-DOSなどの販売（主にメーカーへのOEM供給）を担当する。
- 1986年にMicrosoftがアスキーとの総代理店契約を打ち切り、100%出資の日本法人としてMSKKを設立すると、古川はアスキーから引き抜かれる形で同社に入社し、同年5月にMSKKの社長、1991年に同じく会長に就任。Microsoftの極東開発本部長・コンシューマ戦略担当バイスプレジデント[3]などを経て、2004年2月にMSKK・最高技術責任者を兼任。
- 2005年6月末にMicrosoftでのすべての役職を退任し、同社を退いた。
- 2006年4月、慶應義塾大学デジタルメディア・コンテンツ統合研究機構 (DMC) 教授。
- 2008年4月、慶應義塾大学大学院メディアデザイン研究科 (KMD) 教授[4]（2020年3月定年退職[5]）。
- 2010年4月1日、ルネサス テクノロジとNECエレクトロニクスの合併により発足したルネサス エレクトロニクスの非常勤取締役に就任した。
- 2014年8月、アテローム血栓性脳梗塞を発症し左半身不随となる[6][7][8]も、移動中の飛行機内で自身の体調の異変に気づき、空港から直接病院に向かったことによる早期発見・初期段階での治療が功を奏し回復に向かう。

## 趣味
幼少より鉄道ファンであり、鉄道模型を趣味としている。自身のブログでも度々鉄道が取り上げられている。2006年2月より特定非営利活動法人 日本鉄道模型の会 (JAM) 会長を務めた。アメリカ合衆国において狭軌の保存鉄道を支援するために設立されたナローゲージ・プリザベーション・ファンド (NGPF) に対しても25%の筆頭出資者であり、コロラド州・ニューメキシコ州で運行されているデュランゴ・アンド・シルバートン狭軌鉄道およびクンブレス・アンド・トルテック・シーニック鉄道の保存活動に関わっている。

## 著書
- 古川享『僕が伝えたかったこと、古川享のパソコン秘史 Episode1』インプレスR&D、2016年1月。ISBN 978-4-8443-9700-7。